# آهن هیون-سو
آهن هیون-سو (به کره‌ای: Ahn Hyun-Soo - 안현수) ورزشکار مرد رشتهٔ اسکیت سرعتی مسیر کوتاه زاده کره جنوبی اهل روسیه است. وی در بین سال‌های ‎۲۰۰۶ میلادی در مسابقات بازی‌های المپیک زمستانی در مجموع ۴ مدال، شامل ۳ مدال طلا و ۱ برنز را کسب کرد.

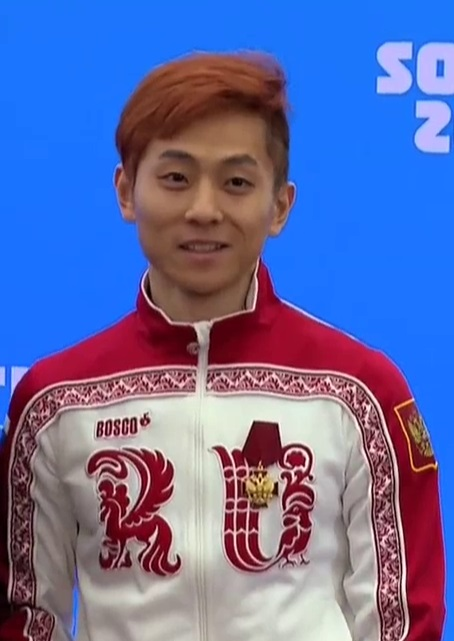